# Huseyn Aliyev
Pour les articles homonymes, voir Aliyev.
Huseyn Alirza oghlu Aliyev (Hüseyn Əlirza oğlu Əliyev en azéri) est un artiste-peintre soviétique et azerbaïdjanais, nommé Artiste du peuple d'Azerbaïdjan. Il est le frère aîné du troisième président de l'Azerbaïdjan, Heydar Aliyev, frère de l'académicien Hasan Aliyev

## Biographie
Huseyn Alirza oghlu Aliyev est né dans une famille nombreuse le 22 avril 1911 à Djomardli du district Elizavetpol. En 1922-1931 il commence à publier ses caricatures dans le Molla Nasreddine (magazine). En 1932-1935, il étudie à l'Institut Répine de peinture, de sculpture et d'architecture à Leningrad. Il est le premier Azerbaïdjanais dans les murs de cet établissement d'enseignement supérieur. Il participe à la Grande Guerre patriotique. Il décède le 25 mai 1991.

## Activité
Membre de l’Union des peintres depuis 1940. Pendant 50 ans jusqu'à sa retraite, il travaille comme artiste et comme artiste en chef de la rédaction du journal républicain azerbaïdjanais Kommunist. Il est auteur de plus de 250 peintures. Ses travaux ont été exposés à Abu Dhabi en 2004 et à Saint-Pétersbourg en 2011 à l’occasion de son centenaire.

## Décorations
- Médaille « Pour la défense du Caucase ».
- Médaille « Pour le travail vaillant dans la Grande Guerre patriotique de 1941-1945 ».
- Trente ans de victoire dans la Grande Guerre patriotique de 1941-1945.
- Ordre de l'amitié des peuples.
- Trois diplômes honorifiques[5].